# Ana Luíza Guimarães
Ana Luíza Guimarães (Rio de Janeiro, 17 de novembro de 1966) é uma jornalista e apresentadora de televisão brasileira.

## Biografia
Em 1991 no Bom Dia Rio, a então repórter fez suas primeiras aparições em links ao vivo na televisão. Ela começou o curso de Comunicação na UniverCidade, no Rio, pensando em ser publicitária. Em 1984, época das Diretas Já, decidiu-se pelo jornalismo. Ana Luiza morou 1 ano nos Estados Unidos antes de se empregar na Rede Globo. Em 1996, saiu outra vez do país, para ser correspondente em Londres, onde ficou dois anos.
Entre as reportagens de maior destaque, estão a morte da Princesa Diana, a prisão do militar chileno Augusto Pinochet e da tragédia da Boate Kiss. Em 2005, recebeu convite para ser apresentadora e editora-executiva do Bom Dia Rio. Também é apresentadora eventual do Bom Dia Brasil e do Fantástico. Em junho de 2013, migrou para a apresentação do RJ2. Em 12 de outubro de 2017, estreou no Jornal Nacional como âncora, passando a fazer parte do rodízio de apresentadores para sábados e feriados.  Foi casada com Bena Lobo, filho de Edu Lobo, relação que gerou sua única filha Beatriz Lobo, em 2002.

## Filmografia
| Ano           | Nome            | Cargo                  | Emissora                |
| ------------- | --------------- | ---------------------- | ----------------------- |
| 2005-13       | Bom Dia Rio     | Apresentadora          | TV Globo Rio de Janeiro |
| 2013-presente | RJTV 2ª Edição  | Apresentadora          | TV Globo Rio de Janeiro |
| 2010-presente | Bom Dia Brasil  | Apresentadora eventual | TV Globo                |
| 2013-2022     | Brasil TV       | Apresentadora eventual | TV Globo (parabólica)   |
| 2017-presente | Jornal Nacional | Apresentadora eventual | TV Globo                |
| 201?-presente | Fantástico      | Apresentadora eventual | TV Globo                |